# Zmartwychwstanie Chrystusa (obraz El Greca)
Zmartwychwstanie Chrystusa – obraz olejny hiszpańskiego malarza pochodzenia greckiego Dominikosa Theotokopulosa, znanego jako El Greco. Dzieło jako jedyne jest oryginalnym obrazem El Greca nadal zdobiące ołtarz kościoła bernardynów Santo Domingo de Silos w Toledo.
El Greco malując kolejny obraz do ołtarza, podobnie jak we Wniebowzięciu Marii, wzorował się na włoskich mistrzach. Kompozycję
wpisuje w elipsę, maluje dwie boczne postacie będące w przeciwnym do siebie kierunku, zwiększając przez to dynamikę sceny. Podobne rozwiązania stosował Tintoretto np. na obrazie Herkules wypędza Fauna z łoża Omfale.
W Zmartwychwstaniu Chrystusa El Greco wprowadza swoje własne elementy, które będą towarzyszyć mu przez kolejne lata jego twórczości. Tło przestaje mieć znaczenie, skały wyglądają bardzo sztucznie, lecz najważniejszy jest człowiek i jego stosunek do swojej cielesności i boskości zarazem. Na pierwszym planie po prawej stronie nagi mężczyzna pogrążony jest we śnie, inny drzemie przy sarkofagu a obaj tworzą kontrast dla wielkiego żołnierza stojącego tyłem, wstrząśniętego widokiem dokonywanego się cudu. Postacie są dopiero nieznacznie wydłużone zatracające proporcje.
Na pierwszym planie, po lewej stronie wpisany w kształt elipsy, ukazany został patron kościoła w Toledo św. Ildefons. El Greco nadał mu rysy zleceniodawcy obrazu i przyjaciela Don Diego de Castilla. Postać świętego ma wklęsłe skronie, wystające kości policzkowe, górną wargę krótszą i wystającą. Jest prekursorem dla przyszłych wizerunków apostołów. Wizerunek Don Diego de Castilla pojawia się również w innym dziele Adoracji pasterzy (postać św. Łukasza z otwartą ewangelią na pierwszym planie).